# آنژی دژان
آنی دژان (به انگلیسی: Anžej Dežan) (زاده ۱۷ ژوئن ۱۹۸۷) خواننده ، ترانه سرا اسلوونیایی است.
او در مسابقه آواز یوروویژن ۲۰۰۶ نماینده اسلوونی بود.